# 孟加拉国气象部
孟加拉国气象部（缩写BMD） ，又称孟加拉国气象局（英語：Abohawa Office），是孟加拉人民共和国的国家气象机构，是孟加拉国国防部的下属机构 。
孟加拉国气象部主要负责管理和维护该国的地面和高空气象观测设施、气象雷达和地面卫星接收站。同时，该部还负责孟加拉国全国的农业气象管理、气象信息发布、地震监测等事务。
孟加拉国于1970年宣布独立。独立前，东巴基斯坦省只有1个有人值守的地震台。但进入21世纪以来，孟加拉国气象部建立了达卡、吉大港、锡尔赫特以及朗布尔等四处有人值守的数字化地震台站，组成了孟加拉国气象部地震台网。该台网装备有宽频带地震仪和短周期地震仪。
国际合作方面，中国气象局和中国地震局曾积极开展与孟加拉国气象部的技术合作，协助孟加拉国培训气象和地震技术人才，并向孟加拉国气象部援助了卫星快显系统、卫星广播系统等技术设备。